# Verkligen
Verkligen (en sueco: Realmente) es el segundo álbum de estudio de la banda de rock alternativa sueca Kent. Fue publicado el 15 de marzo de 1996, exactamente un año después de su primer álbum homónimo.

## Lista de canciones
Todas las letras escritas por Joakim Berg.
| N.º   | Título                           | Música             | Duración |  |
| 1.    | «Avtryck»                        |                    | 3:11     |  |
| 2.    | «Kräm (så nära får ingen gå)»    | Berg, Martin Sköld | 2:42     |  |
| 3.    | «Gravitation»                    |                    | 3:44     |  |
| 4.    | «Istället för ljud»              | Berg, Sköld        | 4:22     |  |
| 5.    | «10 minuter (för mig själv)»     |                    | 3:10     |  |
| 6.    | «En timme en minut»              |                    | 8:08     |  |
| 7.    | «Indianer»                       |                    | 3:47     |  |
| 8.    | «Halka»                          |                    | 3:03     |  |
| 9.    | «Thinner»                        |                    | 3:59     |  |
| 10.   | «Vi kan väl vänta tills imorgon» |                    | 6:55     |  |
| 43:05 |                                  |                    |          |  |

## Personal
- Joakim Berg – vocales y guitarra
- Martin Sköld – bajo guitarra
- Sami Sirviö –  guitarra líder
- Markus Mustonen – batería y vocales

## Posicionamiento en listas
| Listas (1996)              | Mejor posición |
| -------------------------- | -------------- |
| Suecia (Sverigetopplistan) | 1              |